# Пуциней (Мехедінць)
Пуциней (рум. Puținei) — село у повіті Мехедінць в Румунії. Входить до складу комуни Ізвору-Бирзій.
Село розташоване на відстані 270 км на захід від Бухареста, 6 км на північний схід від Дробета-Турну-Северина, 96 км на північний захід від Крайови.

## Населення
За даними перепису населення 2002 року у селі проживали 217 осіб, усі — румуни. Усі жителі села рідною мовою назвали румунську.